# 양산 내원사 금고
양산 내원사 금고(梁山 內院寺 金鼓)은 대한민국 경상남도 양산시 하북면 내원리, 내원사에 있는 고려시대의 금고이다. 1972년 2월 12일 경상남도의 유형문화재 제58호로 지정되었다.

## 개요
불구(佛具)는 사찰의 행사 때 사용되는 모든 도구를 말한다. 금고는 이러한 불구 가운데 범종, 운판, 목어 등과 함께 소리를 내는 것으로 징모양을 하고 있고 반자라고도 부른다. 양쪽 모두 사용할 수 있는 쇠북이라는 뜻에서 금고라 부르고, 한 쪽 면만 사용할 수 있는 것을 반자라고 하였는데, 후대에는 이를 구분하지 않고 같은 의미로 사용하고 있다.
내원사의 것은 한쪽면만 두드려서 소리를 내는 것으로, 가운데 부분에 2중선을 돌려 안과 밖을 구분하였다. 안쪽 원에는 6개의 잎을 가진 꽃을 새겼고, 바깥쪽 원에는 4곳에 구름과 꽃무늬를 새겼다. 옆면의 위쪽에는 동그란 구멍을 가진 돌출된 귀를 달았고, 아래에는 고려 선종 8년(1091)에 금인사에서 만들어진 것임을 알려주는 글이 새겨 있다.
이 금고는 만들어진 시기가 분명하고 상태도 양호한 편으로, 고려 전기의 금속공예 연구에 중요한 자료가 되고 있다.

## 참고 자료
- 내원사금고 - 국가유산청 국가유산포털